# El amor brujo
El Amor Brujo (1915-1925) fue concebido en primera instancia como ballet, Gitanería en un acto y dos cuadros, escrita y dedicada a la bailaora y cantaora Pastora Imperio; y es posiblemente la obra más conocida de Manuel de Falla. Empezó a componerse en 1914 y el 15 de abril de 1915 tuvo lugar el estreno absoluto de la obra en el Teatro Lara de Madrid. A partir de este momento, se realizan varias versiones de la obra en los siguientes diez años hasta terminar en 1925 con la versión definitiva para orquesta sinfónica. El libreto fue escrito por María de la O Lejárraga García, aunque durante mucho tiempo fue atribuido a su esposo Gregorio Martínez Sierra, al igual que gran parte de sus obras.
La obra presenta una gran carga de carácter popular, en su gran mayoría tomado del repertorio previo de Pastora Imperio. Presentando así, una obra sumergida en elementos musicales y literarios con origen en la música y literatura gitana andaluza.

## Versiones
Manuel de Falla remodeló El amor Brujo un total de once veces. La idea original de esta pieza se fue desfigurando, y tanto la música como la plantilla instrumental fueron cambiando durante el proceso de remodelación. 

### Primera versión (1915)
En 1914, Manuel de Falla empezó a componer lo que sería la primera versión de El amor brujo, Gitanería en un acto y dos cuadros, y no fue hasta el 15 de abril de 1915 cuando se produjo el estreno absoluto en el Teatro Lara de Madrid. La obra surge con una potente carga popular tomada, en su gran mayoría, de la propia Pastora Imperio, que las canta por tradición. La obra pasa de estar compuesta por unas pocas canciones hasta convertirse en una producción similar a una zarzuela en un acto del «género chico». La trama se resume en: una gitana enamorada y no demasiado bien correspondida acude a sus artes de magia, hechicería o brujería, como quiera llamarse, para ablandar el corazón del ingrato, y lo logra, después de una noche de encantamientos, conjuros, recitaciones misteriosas y danzas más o menos rituales, a la hora del amanecer cuando la aurora despierta al amor que, ignorándose a sí mismo, dormitaba; cuando las campanas proclaman su triunfo exaltadamente.

Recibió una gran variedad de opiniones positivas, elogiando y destacando la música de Manuel de Falla; y negativas, referidas a las partes recitadas y la trama de la obra. 

### Versiones de concierto (1916 – 1924)
En 1916, Falla realiza una versión para una orquesta de mediano tamaño que pudieran ser tocada en las veladas sinfónicas que empezaban a realizarse en Madrid. El estreno de esta nueva versión fue el 12 de marzo ese mismo año, tuvo lugar para los conciertos que organizaba la Sociedad Nacional de Música. Esta nueva versión renuncia al uso de la nueva versión no difiere de la gitanería de 1915, pero sí que se puede observar la supresión de algunas escenas cantadas como la Canción del amor dolido y de El fuego fatuo. A raíz de suprimir estas escenas tuvo que hacer una serie de cambios: sustitución de la voz por instrumentos en algunas partes y la reordenación de los bloques. Esta primera modificación presenta los dos cuadros iniciales, pero con reducción de números: 
Cuadro 1. La cueva de los gitanos: 
- Introducción. Escena.
- Sortilegio. Danza del fin del día.
- Escena. Romance del pescador. Intermedio.

Cuadro 2. La cueva de la bruja: 
- Introducción. Escena.
- Danza del fuego fatuo.
- Alucinaciones. Conjuro para reconquistar el amor perdido. Escena.
- Danza de la bruja fingida. final.

La plantilla orquestal fue ampliada hasta quedar una orquesta sinfónica de mediano tamaño: Dos flautas (una doblando con piccolo), oboe (doblando con corno inglés), dos clarinetes, fagot, dos trompas, dos trompetas, timbales, platillos, campanólogo, cuatro violines (dos primeros y dos segundos), dos violas y dos violoncellos. 
En 1917, Enrique Fernández Arbós le propuso a Manuel de Falla programar El Amor Brujo para el Teatro Real de Madrid. Falla vio el momento propicio para volver a remodelar la versión de concierto de 1916. La trama de la obra sigue situándose en la versión inicial de 1915, pero la orquestación se vería modificada y ampliada. Igualmente, la obra se redujo a cinco escenas: 
- Introducción. Danza del fuego fatuo.
- Romance del pescador.
- Danza del fin del día.
- Intermedio.
- Danza de la bruja fingida. Final.

En 1923, Arbós incluyó en el repertorio de su agrupación la versión de 1917 de El Amor Brujo. Estas giras llevaron a Manuel de Falla a Londres donde hizo una versión reducida de la obra para The London Chamber Orchestra con solo 28 músicos en la plantilla. Constando de cuatro escenas: 
- Danse rituelle du Feu (pour chasser les mauvais esprits)
- Le Cercle Magique (Récit du Pecheur)
- Pantomime
- Danse du jeu d'amour et Finale

Una segunda versión de 1923 ve la luz durante este año y es la que fue tocada en el IV Congreso Internacional de Carreteras. Basada en la versión para orquesta de 1917, solo presenta la eliminación de la Danza ritual del fuego (ahora llamada Danza del fuego fatuo).
- Introducción.
- En la casa de los gitanos.
- El círculo mágico.
- Medianoche. Los sortilegios.
- Danza del fuego fatuo. Pantomima. Danza del amor.
- Final. Las campanas del amanecer.

En 1924 se produjeron dos nuevas versiones de la obra. La primera de estas fue El baile pantomima que tuvo lugar el 9 de enero en el Teatro Real de Madrid. En esta se reenumeraron las escenas de la obra y se volvió a incluir la Danza del fuego fatuo. 
- Introducción. En la cueva de los gitanos.
- El aparecido. Danza del fuego fatuo.
- Medianoche. Los sortilegios.
- Danza ritual del fuego.
- Escena. Pantomima.
- Romanza del pescador.
- Danza del amor.
- Final. Las campanas de la mañana.

La otra versión se estrenó el 11 de junio de 1924 con motivo de la presentación de la Orquesta Bética de Cámara en el Teatro Llorens de Sevilla. La diferencia con la anterior versión de ese año es la supresión de la canción de Romance del pescador.
- Introducción. En la casa de los gitanos. Canción del amor dolido.
- El aparecido.
- Danza del terror.
- El círculo mágico.
- Medianoche. Los sortilegios. Danza ritual del fuego.
- Pantomima. Romance del pescador.
- Canción del fuego fatuo.
- Danza del juego del amor. Final.

### Versiones para ballet en un acto (1919-1925)
Tras haber firmado el trato con la editorial Chester (1919) se empezó a fraguar la tarea de convertir la obra en un ballet. De manera que pudiese abarcar un público más internacional. A partir de este proyecto surgieron dos versiones de ballet: Plans de danses, en 1920, y Scénario, en 1921. La versión de ballet de 1920, surgió por petición de los editores que querían que se realizase una versión con una trama diferente a la original. Como Gallego explica, el nuevo argumento: Candela, una mujer joven, muy bella y apasionada, ha amado a un gitano malvado, celoso y disoluto, pero fascinante y zalamero. Aunque vivió con él una vida de infelicidad, lo amó intensamente y lloró su pérdida, incapaz de olvidarlo. Los recuerdos de él son como un sueño hipnótico, un hechizo morboso, espantoso y enloquecedor. Candelas está horrorizada por el pensamiento de que el muerto no se haya ido del todo, que pueda volver y la siga queriendo a su manera feroz, ambigua, desleal e insidiosa. Incluso se permite a sí misma caer presa de los pensamientos del pasado, como la influencia de un Espectro, a pesar de que es joven, fuerte y vivaz. La primavera vuelve y, con ella, de nuevo el amor en la persona de Carmelo, un joven atractivo, enamorado y galante, que la corteja. Candelas no es reacia a ser conquistada, y corresponde a su amor de forma casi inconsciente, pero su obsesión por el pasado supera su inclinación presente. Cuando Carmelo se acerca a ella y se propone conseguir que comparta su pasión, el Espectro vuelve y aterroriza a Candelas hasta separarla de su amante. No pueden intercambiar el beso de amor perfecto.
En ausencia de Carmelo, Candelas languidece y se desploma; se siente embrujada y sus amores pasados parecen revolotear sobre ella como murciélagos malévolos de mal fario. Pero el sortilegio maligno se ha de romper y Carmelo cree haber encontrado un remedio. Una vez fue compañero del gitano cuyo espectro atormenta a Candelas. Sabe que el amante muerto era el típico galán, infiel y celoso. Puesto que parece conservar, incluso después de muerto, su querencia por las mujeres hermosas, se debe aprovechar esta debilidad para apartarle de sus celos póstumos y, así, Carmelo pueda intercambiar con Candela el beso perfecto, contra el cual nada podrá hacer el embrujo del amor.
Carmelo convence a Lucía, una joven gitana guapa y encantadora, amiga de Candelas, para que simule aceptar los galanteos del Espectro. Lucía acepta por mor de su cariño hacia Candelas y también llevada por la curiosidad. La idea de coquetear con un fantasma le parece atractiva y novedosa. Además... ¡el muerto era tan divertido en vida! Lucía ocupa el puesto de centinela. Carmelo vuelve para cortejar a Candelas y el Espectro aparece para encontrarse con la encantadora gitanita y ni puede ni quiere resistir la tentación, incapaz de resistirse a los atractivos de una cara bonita. Corteja a Lucía engatusándola e implorándola, y la coqueta gitana casi llega a desesperarlo. Mientras tanto, Carmelo consigue convencer a Candelas de su amor y la vida triunfa sobre la muerte y el pasado. Por fin los amantes intercambian el beso que derrota la maligna influencia del Espectro, que perece vencido definitivamente por el amor.
Aunque ambas versiones de ballet compartan la trama nueva, presentan una estructura diferente. 
El Plans de Danses:
- Introducción.
- El parecido y Danza del fuego fatuo.
- Canción del fuego fatuo.
- Medianoche y Danza del fuego.
- Romance del pescador.
- Intermedio.
- Danza de la bruja fingida.
- Final.

Scénario: 
- Introducción.
- Canción del amor dolido.
- El Aparecido.
- Danza del terror.
- El círculo mágico.
- Medianoche.
- Danza ritual del fuego.
- Alucinaciones.
- Canción del fuego fatuo.
- Pantomima.
- Danza del fuego del amor.
- Final.

### Versión definitiva para orquesta sinfónica
En 1925,  Manuel de Falla realizó la versión definitiva de la obra para orquesta sinfónica, manteniendo cuatro de las intervenciones de voz. La trama no diferirá mucho de la Gitanería de 1915.  La obra queda estructurada en doce escenas que se van entrelazando.
La plantilla orquestal de esta versión tiene: Dos flautas (segunda doblando con piccolo), oboe (doblando con corno inglés), dos clarinetes, fagot, dos trompas, dos trompetas, timbal, percusión, piano y cuerdas.

## Escenas
A continuación, se puede los cambios de escenas realizados desde la primera versión hasta la versión definitiva: 

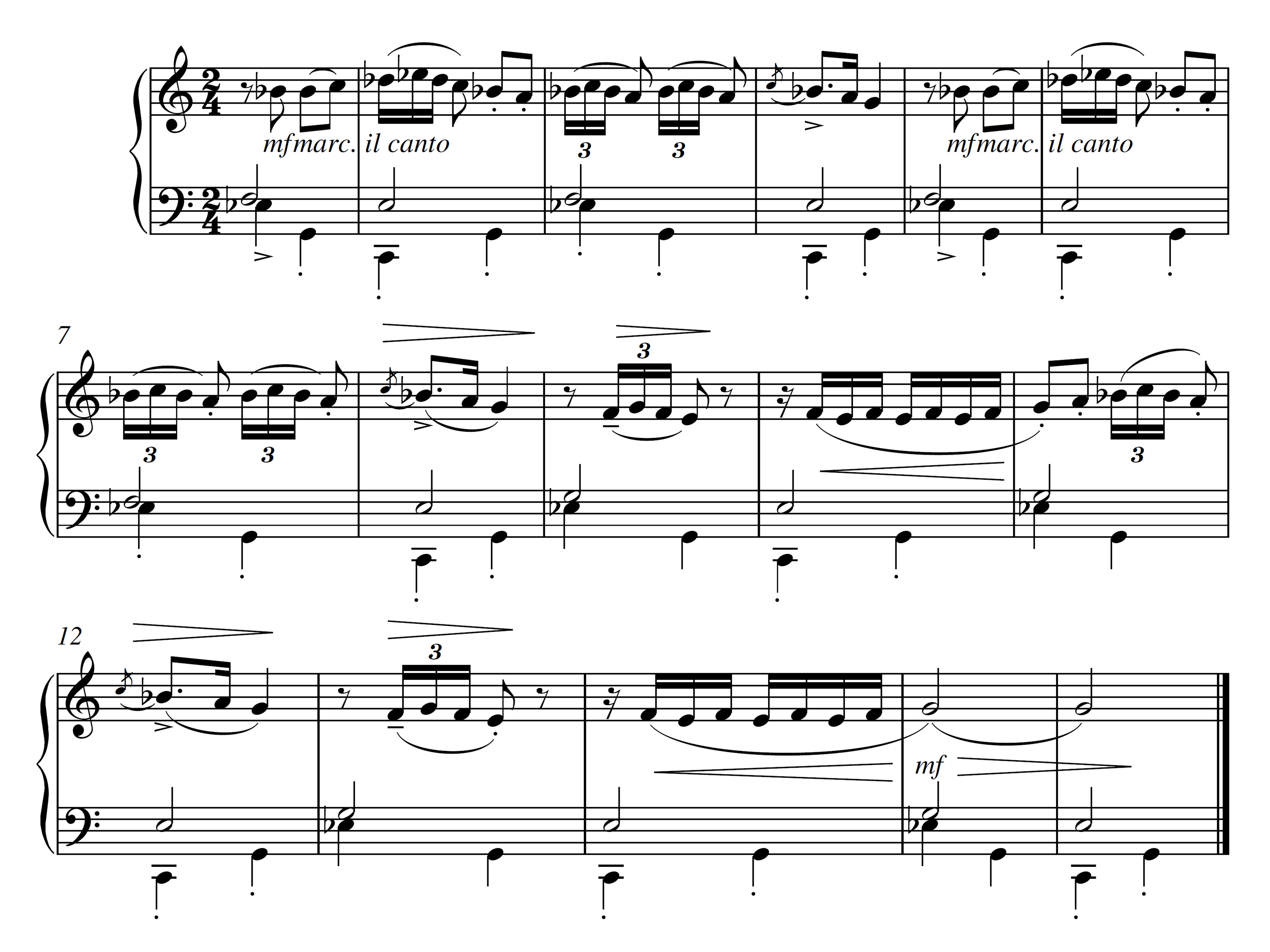
Reducción para piano del tema principal de la Danza ritual del fuego.

| Gitanería en un acto y dos cuadros (1915) | Versión definitiva para orquesta (1925)       |
| ----------------------------------------- | --------------------------------------------- |
| Cuadro 1º. La cueva de los gitanos        |                                               |
| Introducción y Escena                     | Introducción y Escena (En la cueva. La noche) |
| Canción del amor dolido                   | Canción del amor dolido                       |
| Sortilegio                                | El aparecido                                  |
| Danza del fin del día                     | Danza del terror                              |
| Escena (el amor vulgar)                   | El círculo mágico (Romance del pescador)      |
| Romances del pescador                     | A medianoche. Los sortilegios                 |
| Intermedio                                | Danza ritual del fuego                        |
| Cuadro 2º. La cueva de la bruja.          |                                               |
| Introducción (el fuego fatuo)             | Escena                                        |
| Escena (el terror)                        | Canción del fuego fatuo                       |
| Danza del fuego fatuo                     | Pantomima                                     |
| Interludio (alucinaciones)                | Danza (y canción) del juego del Amor          |
| Canción del fuego fatuo                   | Final y Las campanas del amanecer             |
| Conjuro para reconquistar el amor perdido |                                               |
| Escena (El amor popular)                  |                                               |
| Danza y canción de la bruja fingida       |                                               |
| Final (Las campanas del amanecer)         |                                               |

## Adaptaciones
- La Canción del fuego fatuo ha sido adaptada por varios músicos a lo largo del siglo XX:
  - El músico de jazz Miles Davis en Will O' the Wisp, arreglo de Gil Evans para el álbum Sketches of Spain.[4]
  - Pedro Iturralde la empleó en su álbum Flamenco-Jazz.

- El guitarrista Paco de Lucía empleó dos piezas en su álbum Paco de Lucía interpreta a Manuel de Falla (1978): la Danza del ritual del fuego y la Canción del fuego fatuo; los otros músicos eran Ramón de Algeciras (guitarra) y miembros del conjunto Dolores: Jorge Pardo (flauta), Álvaro Yébenes (bajo eléctrico), Rubem Dantas (percusión de mano) y Pedro Ruy-Blas (percusión de baquetas).